# Il vizio e la notte
Il vizio e la notte (Le désordre et la nuit) è un film del 1958 diretto da Gilles Grangier.

## Trama
L'ispettor Georges Vallois viene incaricato delle indagini sull'assassinio di Albert Simonique, gestore di un locale notturno parigino. Qui Vallois incontra Lucky, la fidanzata della vittima, la quale scoprirà di provare dei sentimenti per lui. Vallois, resosi conto che la ragazza è vittima di un terribile vizio, dapprima la segue per interesse professionale, ma poi, convinto della sua innocenza, se ne innamora. Capisce che l'ambiente frequentato dalla ragazza può condurlo sulle tracce dell'assassino. Ma il rapporto sentimentale con lei, malvisto dai superiori, lo porta a dimettersi; e proprio dopo l'abbandono dell'indagine scopre il vero colpevole, e accompagna in una casa di cura la ragazza per poterla liberare dal suo vizio. Solo dopo la guarigione saprà se il sentimento di lei è autentico o dovuto ad un'esaltazione.

## Distribuzione
Distribuito in Francia da Les Films Corona il 14 maggio 1958, arrivò in Italia nel 1959 distribuito da Cino Del Duca.